# Priesterhufe
Die Priesterhufe war ein Flächenmaß in Pommern. Die Priesterhufe war Grundlage für die Pacht und Zehnten, die an den Priester gezahlte werden musste.
- 1 Priesterhufe  = 1 1/3 Haken (wendische Hufe)/Hackenhufe = 2/3 Landhufe  = 1/3 Hägerhufe (flämische Hufe) = 1310 1/6 Are
- 1 Priesterhufe = 4/9 Tripelhufe = 20 Morgen (pommerscher) = 6000 Quadratruten (pommersche)

Übersicht über die pommerschen Hufe:
- 1 Hägerhufe = 60 Pommersche Morgen = 27709 8/10 Quadratruten (brandenburg.)
- 1 Tripelhufe = 45 Pommersche Morgen = 20782 7/20 Quadratruten (brandenburg.)
- 1 Landhufe = 30 Pommersche Morgen = 13854 9/10 Quadratruten (brandenburg.)
- 1 Priesterhufe = 20 Pommersche Morgen = 9236 6/10 Quadratruten (brandenburg.)
- 1 Hakenhufe = 15 Pommersche Morgen = 6927 9/20 Quadratruten (brandenburg.)